# Chuck Weyant
Chuck Weyant (3 de abril de 1923 – 24 de janeiro de 2017) foi um automobilista norte-americano que esteve em dez (quatro) 500 Milhas de Indianápolis, (oito (quatro) quando a prova que esteve no calendário da Fórmula 1 de 1950 até 1960): 1952 (não se qualificou), 1954 (não se qualificou), 1955, 1956 (não se qualificou), 1957, 1958, 1959, 1960 (não se qualificou) e 1961 (não se qualificou) e 1962 (não se qualificou).